# 日本警察犬協会
公益社団法人日本警察犬協会（こうえきしゃだんほうじんにほんけいさつけんきょうかい、英名：Nippon Police Dog Association)とは、警察犬の普及啓発・改良増殖に関係する組織である。
略称は頭文字をとって、PD及びNPDA。
本部は東京都台東区。

## 概要
警察犬の嗅覚や様々な能力を最大限に活用し、行方不明者等の捜索・救出活動などの社会福祉に貢献することに加えて、犯罪捜査及び治安維持に寄与することを目的としている。

## 歴史
- 1932年 社団法人帝国軍用犬協会が設立。
- 1945年 終戦と共に自然解散。
- 1947年 日本警察犬協会が設立。
- 2013年1月4日 公益社団法人日本警察犬協会が設立。

## 指定犬種
日本警察犬協会は、以下の7種類の犬を指定犬種としている。日本警察犬協会では、それぞれの犬種を英語にした際の頭文字をとって表現している。
- エアデール・テリア(A)
- ボクサー(B)
- コリー(C)
- ドーベルマン(D)
- ゴールデン・レトリバー(G)
- ラブラドール・レトリバー(L)
- ドイツ シェパード(S)

## その他
警察犬（警備犬）の慰霊祭が行われることもある。日本警察犬協会の警察犬への尽力が現れている一例である。